# Re:evergreen
『re:evergreen』（リ・エヴァー・グリーン）は、2015年11月25日に発売されたMy Little Loverの9枚目のオリジナル・アルバム。発売元はトイズファクトリー。
リプロデュース・アルバム「evergreen+」に関しては、1995年に発売された1stアルバム『evergreen』も参照。

## 概要
オリジナル・アルバムとしては2009年の『そらのしるし』以来6年ぶり、企画アルバムとしても2010年の『acoakko debut』以来5年ぶりのアルバムでもあり、そしてMy Little Loverが20周年を機にリリースされた唯一の記念盤となる。また、かつて所属していたレコード会社・トイズファクトリーへ約11年振りに復帰した作品でもある。
オリジナルとしては初の2枚組仕様であり、ディスク1には、完全未発表による新曲10曲で構成され、そのうち9曲目に収録されている「ターミナル」は佐藤浩市主演の映画『起終点駅 ターミナル』の主題歌として書き下ろされ、10月28日にレコチョク・iTunesにて先行配信された。
ディスク2には、1995年12月5日にリリースされた1stアルバム『evergreen』が20周年を記念してリプロデュース。タイトルも現代の解釈で再構築した「evergreen+」と題してコンパイルされた（詳細などに関しては、#リプロデュース・アルバム「evergreen+」を参照）。

## 制作・構成
- 本作のレコーディング制作や構成などに関しては、3年ほど前に開始していた。akkoが定期的に開催している「acoakko」のライブの打ち上げのときに小林も訪れており、2人で「極上のポップアルバムを作りたい」と製作前に明かしていたという[1]。

今回のアルバムについて、akkoは
と語っている。
全面プロデュースを担当した、小林武史は
と語っている。

### オリジナル・アルバム「re:evergreen」
- 構想に3年を費やし、小林武史の全面プロデュースによって全て生演奏でレコーディングされた約6年ぶりのオリジナルアルバム。

レコーディングに関してakkoは
と心境を語った。
- 9曲目収録の「ターミナル」については

と呟いている。
- 本アルバムラストを飾る楽曲「re:evergreen」については、1stアルバムのタイトル曲「evergreen」の続編となっている。最後の「evergreen」へとつながったことで、この曲は完結となる[1]。

### リプロデュース・アルバム「evergreen+」
1995年12月5日にリリースされた1stアルバム『evergreen』のリプロデュース・アルバム。
『evergreen』の収録曲全曲に新たに生音のベースとドラムが加えられ、低音やリズムパーカッション等を強調するリミックスが行われた。

## 収録曲

### Disc-1
| 全作詞・作曲・編曲: 小林武史。 |                                                                         |          |            |      |
| #                              | タイトル                                                                | 作詞     | 作曲・編曲 | 時間 |
| 1.                             | 「winter songが聴こえる」                                               | 小林武史 | 小林武史   | 4:52 |
| 2.                             | 「pastel」(ブラス編曲：小林武史 & 山本拓夫)                             | 小林武史 | 小林武史   | 4:38 |
| 3.                             | 「星空の軌道」(ストリングス編曲：小林武史 & 四家卯大)                   | 小林武史 | 小林武史   | 5:01 |
| 4.                             | 「今日が雨降りでも」                                                    | 小林武史 | 小林武史   | 4:03 |
| 5.                             | 「バランス」                                                            | 小林武史 | 小林武史   | 4:40 |
| 6.                             | 「夏からの手紙」                                                        | 小林武史 | 小林武史   | 4:27 |
| 7.                             | 「舞台芝居」(ブラス編曲：小林武史 & 山本拓夫)                           | 小林武史 | 小林武史   | 4:21 |
| 8.                             | 「送る想い」(ブラス編曲：小林武史 & 山本拓夫)                           | 小林武史 | 小林武史   | 4:17 |
| 9.                             | 「ターミナル」(ストリングス編曲：小林武史 & 四家卯大、配信限定シングル) | 小林武史 | 小林武史   | 4:22 |
| 10.                            | 「re:evergreen」(ブラス編曲：小林武史 & 山本拓夫)                       | 小林武史 | 小林武史   | 5:58 |
| 合計時間:                      | 合計時間:                                                               | 46:39    |            |      |

### Disc-2
| 全編曲: 小林武史（※ 特記除く）。 |                                                  |                |                    |       |
| #                                | タイトル                                         | 作詞           | 作曲               | 時間  |
| 1.                               | 「Magic Time」                                   | 小林武史       | 小林武史           | 3:59  |
| 2.                               | 「Free」                                         | 小林武史       | 小林武史           | 5:28  |
| 3.                               | 「白いカイト (Album Version)」(2ndシングル)      | 小林武史       | 小林武史           | 4:56  |
| 4.                               | 「めぐり逢う世界」(4thシングル・リカット)        | 小林武史・AKKO | 小林武史           | 5:00  |
| 5.                               | 「Hello, Again 〜昔からある場所〜」(3rdシングル) | 小林武史       | 藤井謙二・小林武史 | 5:10  |
| 6.                               | 「My Paiting」(1stシングル2曲目)                 | 小林武史       | 小林武史           | 4:01  |
| 7.                               | 「暮れゆく街で」                                 | AKKO           | 小林武史           | 5:59  |
| 8.                               | 「Delicacy (Album Version)」(3rdシングル c/w曲)  | 小林武史       | 小林武史           | 5:50  |
| 9.                               | 「Man & Woman」(1stシングル)                     | 小林武史       | 小林武史           | 5:07  |
| 10.                              | 「evergreen」                                    | 小林武史       | 小林武史           | 5:41  |
| 合計時間:                        | 合計時間:                                        | 合計時間:      | 合計時間:          | 51:11 |

## 参加ミュージシャン
- AKKO - Vocal

### Disc-1
- 小林武史 - Keyboards
- 玉田豊夢 - Drums（#1, 2, 4, 5, 6, 7, 9, 10）
- 河村"カースケ"智康 - Drums（#3, 8）
- 山口寛雄 - Bass（#1, 2, 4, 5, 6, 7, 9, 10）
- 亀田誠治 - Bass（#3, 8）
- 田中義人 - Guitar（#1, 2, 5, 9, 10)
- 古川昌義 - Guitar（#4, 6, 7)
- 小倉博和 - Guitar（#3, 8）
- 山本拓夫 - Saxophone（#2, 7, 10）& Flute（#3）
- 西村浩二 - Trumpet（#2, 7, 10）
- 若森さちこ - Percussion（#2, 3, 6, 7, 8, 10）
- 四家卯大ストリングス - Strings（#3, 9）

### Disc-2
- 小林武史 - Keyboards
- 藤井謙二 - Guitar（#1, 2, 3, 4, 5, 6, 8, 9, 10）
- 河村吉宏 - Drums（#1, 3）
- Fuyu - Drums（#4, 9）
- AKKO - Glockenspiel（#1, 3）
- 山本拓夫 - Saxophone（#3, 5, 8, 9）
- 荒木敏男 - Trumpet（#3, 8, 9）
- 西村浩二 - Trumpet（#9）
- 村田陽一 - Trombone（#9）
- 青山純 - Drums（#5）
- 美久月千晴 - Bass（#5）
- 松永俊弥 Drums（#2, 8）
- 樋沢達彦 - Bass（#2, 6）
- 木村誠 - Percussion（#2）
- 桑野聖ストリングス - Strings（#6）
- es sisters - Chorus（#6）
- マイク・ベアード - Drums（#4, 10）
- ニール・スチューベンハウス - Bass（#10）
- ジェリー・ヘイ - Trumpet & Flugelhorn（#1, 2, 10）
- ダン・ヒギンズ（英語版） - Saxophone（#2, 10）
- ビル・ライヒェンバッハ - Trombone（#2, 10）
- ジョナサン・デイヴィス - Oboe（#7）
- クロード・ガウデッテ・ストリングス - Strings（#1）
- ジョー・ピッツロ - Background Vocal（#10）
- Luka & Kai - Children Chorus（#1）

## タイアップ
| 楽曲                                | タイアップ                                             | 起用年                |
| re:evergreen (Disc-1)               | re:evergreen (Disc-1)                                  | re:evergreen (Disc-1) |
| ----------------------------------- | ------------------------------------------------------ | --------------------- |
| 「ターミナル」                      | 映画『起終点駅 ターミナル』主題歌                      | 2015年                |
| evergreen+ (Disc-2)                 |                                                        |                       |
| 「Free」                            | AXIACMイメージソング                                   | 1995年                |
| 「白いカイト」                      | ジョンソン・エンド・ジョンソン「タイレノール」CMソング | 2004年                |
| 「白いカイト」                      | サントリーチューハイ「ほろよい 白いサワー」CMソング    | 2021年                |
| 「Hello, Again 〜昔からある場所〜」 | 日本テレビ系ドラマ『終らない夏』主題歌                 | 1995年                |